# Ancede
Ancede é uma vila portuguesa que foi sede da extinta Freguesia de Ancede do Município de Baião, freguesia que tinha 12,64 km² de área e 2 527 habitantes (2011), donde, uma densidade populacional de 199,9 hab/km².
A Freguesia de Ancede foi extinta em 2013, no âmbito de uma reforma administrativa nacional, tendo sido agregada à freguesia de Ribadouro para formar uma nova freguesia denominada União das Freguesias de Ancede e Ribadouro, da qual é sede.
A povoação de Ancede foi elevada à categoria de vila em 2009.

## História
Ancede teve sempre um lugar de destaque graças ao Convento de Ancede e à sua vasta produção vinícola. Fazem parte da freguesia os lugares de Costa, Sequeiros, Lavandeira, Penalva, Ponte Nova, Lordelo, Cimo de Vila, Esmoriz, Eiriz, Toreixas, Valverde, entre outros. Tem uma grande riqueza ao nível do associativismo, de onde se destacam associações como a Banda Marcial de Ancede, a Associação Desportiva de Ancede e a Associação Desportiva do Arco.
De referir ainda o enorme património histórico da localidade, com construções desde o período Neolítico, passando pelos caminhos romanos, pontes românicas e igrejas e solares de arquitectura barroca.
Composta por inúmeros lugares, desde o período medieval, e importantes propriedades clericais, até ao liberalismo constituía o couto de Ancede.
Cumprindo uma aspiração antiga, foi elevada a vila em 12 de Junho de 2009.

## População
| População da freguesia de Ancede | População da freguesia de Ancede | População da freguesia de Ancede | População da freguesia de Ancede | População da freguesia de Ancede | População da freguesia de Ancede | População da freguesia de Ancede | População da freguesia de Ancede | População da freguesia de Ancede | População da freguesia de Ancede | População da freguesia de Ancede | População da freguesia de Ancede | População da freguesia de Ancede | População da freguesia de Ancede | População da freguesia de Ancede |
| -------------------------------- | -------------------------------- | -------------------------------- | -------------------------------- | -------------------------------- | -------------------------------- | -------------------------------- | -------------------------------- | -------------------------------- | -------------------------------- | -------------------------------- | -------------------------------- | -------------------------------- | -------------------------------- | -------------------------------- |
| 1864                             | 1878                             | 1890                             | 1900                             | 1911                             | 1920                             | 1930                             | 1940                             | 1950                             | 1960                             | 1970                             | 1981                             | 1991                             | 2001                             | 2011                             |
| 3 091                            | 3 385                            | 3 591                            | 3 493                            | 3 722                            | 3 454                            | 3 663                            | 2 999                            | 3 104                            | 2 966                            | 2 910                            | 2 831                            | 2 443                            | 2 618                            | 2 527                            |

| Distribuição da População por Grupos Etários | Distribuição da População por Grupos Etários | Distribuição da População por Grupos Etários | Distribuição da População por Grupos Etários | Distribuição da População por Grupos Etários | Distribuição da População por Grupos Etários | Distribuição da População por Grupos Etários | Distribuição da População por Grupos Etários | Distribuição da População por Grupos Etários | Distribuição da População por Grupos Etários |
| -------------------------------------------- | -------------------------------------------- | -------------------------------------------- | -------------------------------------------- | -------------------------------------------- | -------------------------------------------- | -------------------------------------------- | -------------------------------------------- | -------------------------------------------- | -------------------------------------------- |
| Ano                                          | 0-14 Anos                                    | 15-24 Anos                                   | 25-64 Anos                                   | > 65 Anos                                    |                                              | 0-14 Anos                                    | 15-24 Anos                                   | 25-64 Anos                                   | > 65 Anos                                    |
| 2001                                         | 508                                          | 391                                          | 1 285                                        | 434                                          |                                              | 19,40%                                       | 14,94%                                       | 49,08%                                       | 16,58%                                       |
| 2011                                         | 395                                          | 315                                          | 1 409                                        | 408                                          |                                              | 15,6%                                        | 12,5%                                        | 55,8%                                        | 16,1%                                        |

Pelo decreto lei n.º 26.462, de 25/02/1939, foram desanexados lugares desta freguesia para constituir a freguesia de Ribadouro.

## Património
- Capela de Nossa Senhora das Boas Novas
- Casa da Costa
- Casa da Lavandeira
- Casa de Esmoriz
- Casa de Mosteirô
- Casa de Penalva ou Solar dos Azeredos Pinto
- Casa de Samodães
- Casa de Sequeiros
- Casa de Val de Cunha
- Casa do Outeiro
- Casa da Quinta do Murtal
- Igreja e Mosteiro de Ancede, Quinta do Mosteiro e Capela do Bom Despacho
- Igreja de Ermelo
- Ponte românica sobre o rio Ovil (Esmoriz)

## Cidadãos ilustres
- Barão de Ancede
- Bernardo Augusto de Madureira e Vasconcelos
- Joaquim Pinto Grijó